# Alto Marañón
Alto Marañón es una región natural del noroeste del Perú, en referencia a los territorios que están ubicados en la cuenca de las nacientes del río homónimo.
Comprende a los departamentos de Huánuco, Ancash, La Libertad, Cajamarca y Amazonas.

## Geografía
Se le denomina Alto Marañón, debido a que el curso del río Marañón se emplaza por terrenos desde 3800 m s. n. m. (próximo a sus nacientes) hasta 1000 m s. n. m. en su descenso a la amazonía. Su relieve es muy accidentado con miles de metros de desnivel entre el cauce y las cumbres, el cual da características particular a sus márgenes. En la parte media de sus márgenes se asientan las localidades de las provincias de Lauricocha, Yarowica, Dos de Mayo, Huamalíes, Huacaybamba y Marañón en Huánuco, siendo los más importantes Chavinillo, Llata y Huacaybamba; de Santiago de Chuco, Huamachuco, Pataz y Bolívar en La Libertad.

## Historia

### Preinca
En Huánuco, dominaron los yaros, quienes fundaron el imperio Yarowilca, dejando como testimonio sus monumentos arquitectónicos:
- Torres de Garu, distrito de Choras, provincia de Yarowilca.
- Mazur, distrito de Chavinillo, provincia anterior.
- Castillo de Chupan, distrito de Aparicio Pomares, provincia anterior.
- Estaca Machay, distrito de Chuquis, provincia de Dos de Mayo.
- Rascacielos de Tantamayo (Piruro y Susupillo), provincia de Huamalíes.[2]
- Huata (distrito de Singa), provincia de Huamalíes.